# Singer (priimek)
Singer je priimek v Sloveniji in tujini. Po podatkih Statističnega urada Republike Slovenije je na dan 1. januarja 2011 v Slovenji uporabljalo ta priimek 8 oseb.  

## Znani slovenski nosilci priimka
- Blaž Singer (1921—1998), gospodarski strokovnjak in publicist, pisec spominov
- Štefan Singer (1871—1945), kulturni in cerkveni zgodovinar

## Znani tuji nosilci priimka
- Isaac Bashevis Singer, ameriški pisatelj
- Stephen Singer-Brewster, ameriški astronom